# محمد تقي خان
محمد تقي خان بن مصطفى خان العباسي الهاشمي ولقبه «صولة الملك» (1272 - 1346 هـ / 1855 - 1927 م) ولد في بستك من منطقة بر فارس جنوب إيران، تولّى حُكم بستك وجهانكيرية لمدة 41 سنة.

## نسبه
محمد تقي خان بن مصطفى خان بن أحمد خان بن محمد رفيع خان بن هادي خان بن محمد خان الكبير بن عبد القادر البستكي بن حسن البستكي بن محمد الصغير بن محمد الكبیر بن ناصر الدین بن محمد بن جابر بن إسماعيل بن عبد الغني بن إسماعيل بن عبد الرحيم بن الشیخ عبد السلام خنجي بن عباس بن إسماعيل بن حمزة بن أحمد بن محمد بن هارون بن مهدي بن مرشد بن محمود بن أحمد بن علي بن مبارك بن عبد السلام بن سعید بن عبد الغني بن طلحة بن أحمد بن إسماعيل بن سلیمان بن الأمير جعفر الأكبر بن الخليفة أبي جعفر المنصور بن الإمام محمد بن الإمام علي الساجد بن حبر الأمة عبد الله بن العباس بن عبدالمطلب الهاشمي القرشي.
وأمه هي ابنة الشيخ محمد بن اسحاق بن يوسف.

## حياته
وُلد محمد تقي خان عام 1272 هـ / 1855 م في مدينة بستك، لمشيخة عباسية هاشمية تولّت حكم المدينة والقرى المجاورة لها، وبعد وفاة والده الحاج مصطفى خان تقاتل اثنان من ابنائه فيما بينهما وهما الأخ الأكبر محمد رفيع خان والآخر أحمد خان والذي نتج عنه مقتل أحمد، وعلى إثر ذلك قام بعدها محمد تقي خان وهو الابن الثاني للحاج مصطفى خان بالقبض على أخيه أحمد بتهمة قتل أخيه ونفاه إلى شيراز عام 1305 هـ / 1887 م، وقام بتنصيب نفسه حاكماً على المنطقة كنائب للحكومة المعينة من قبل والي فارس ولُقِّب بصَولةُ المُلْك.

## فترة الحكم
حكم محمد تقي خان مدينة بستك وجهانكيرية لمدة 41 عاماً، وكان رجلاً قوياً وذو توجهات سياسية وواسعة الحيلة.
كانت علاقاته جيدة مع والي محافظة لارستان فتح علي خان، وتزامن عهده مع عهد ناصر الدين شاه ومظفر الدين شاه قاجار والثورة الدستورية الفارسية.
وقد تم قمع ثورة القواسم في بندر لنجة من قبل حاكم بوشهر حيث كان أحد أحداث عصره.
ولا يزال اسم محمد تقي خان وذكرياته حياً بين أهالي بستك، ولا يزال قصر حكمه الكبير قائماً وسط المدينة.

## قيل عنه
يقال بأن صولت الملك لم يكن بذلك الحاكم العادل بل كان على النقيض من ذلك، ظالماً ومبطشاً في رعيته. بحسب مقالة كتبت في جريدة حبل المتين الأسبوعية «وصل» صولت الملك«للحكم وهو قوي القلب ولايخاف بالإضافة إلى أنه يقطع الإجل وويقلع الأعين وويقتل أي شخص وصرفه الأموال وعدم احساسه بالذنب. خلال هذه الأسابيع الماضية، قُتل رجل من أهالي قرية كوخرد ويدعى محمد علي شاه ولم يعرف قاتله. أمر صولت الملك بالقبض رجل يدعى عبد العزيز نامى وهو أحد أهالي تلك المنطقة وبدون تحقيق قاموا بإعدامه بإطلاق النار عليه، بعدها عُرِفت هوية القاتل لكنه اشترى حريته بعشرة تومان. نحن لا نعرف وسيطا لنشر مظالمنا عن حكومة بستك، لذا بعد اجتماعنا وجدنا أن أفضل طريقة هي عن طريق الجريدة المصونة حبل المتين، نتمنى أن تحضروا لإنقاذنا من ظلم صولت الملك، نتمى إحضار الجند النظاميين لإنقاذنا من هذه العاصفة».

## وفاته
توفي محمد تقي خان عن عمر يناهز 72 عامًا عام 1927 م في مدينته بستك ودفن هناك في منطقة تدعى مخدان.